# Paddy (Name)
Paddy (britische Aussprache: [ˈpadi], amerikanische und irische Aussprache: [ˈpædi]) ist eine Kurz- bzw. Koseform des englischen Vornamens Patrick, der besonders in Irland verbreitet ist. 
Er entspricht der irischen (gälischen) Form Páidín, kurz für Pádraig. 
„Paddy“ wird im Englischen auch als generischer Spitz- und Spottname für Iren gebraucht, siehe zu diesem Aspekt den Artikel Paddy (Ethnophaulismus).

## Namensträger
- Paddy Ashdown (1941–2018), britischer Politiker
- Paddy Barnes (* 1987), irischer Boxer
- Paddy Bedford (1922–2007), australischer Maler
- Paddy Belton (1926–1987), irischer Politiker
- Paddy Burke (* 1955), irischer Politiker
- Paddy Chayefsky (1923–1981), amerikanischer Dramatiker und Drehbuchschreiber
- Paddy Considine (* 1973), britischer Schauspieler
- Paddy DeMarco (1928–1997), amerikanischer Boxer
- Paddy Donegan (1923–2000), irischer Politiker
- Paddy Driscoll (1895–1968), amerikanischer Baseball- und Footballspieler und -trainer
- Paddy Driver (* 1934), südafrikanischer Rennfahrer
- Paddy Dunne (1928–2006), irischer Politiker
- Paddy Gloor (* 1976), Schweizer Sportschütze
- Paddy John (* 1990), niederländischer Fußballspieler
- Paddy Kälin (* 1976), Schweizer Fernsehmoderator
- Paddy Keenan (* 1950), irischer Musiker
- Paddy Kelly (* 1977), irisch-amerikanischer Musiker
- Paddy Kenny (* 1978), irischer Fußballspieler
- Paddy Kroetz (* 1978), deutscher Fernsehmoderator
- Paddy Lowe (* 1962), britischer Formel-1-Ingenieur
- Paddy Madden (* 1990), irischer Fußballspieler
- Paddy McAloon (* 1957), britischer Musiker
- Paddy McCourt (* 1983), irischer Fußballspieler
- Paddy McGuigan (1939–2014), irischer Folksänger und Musiker
- Paddy Milner  (* 1980), britischer Jazzpianist
- Paddy Moloney (1938–2021), irischer Musiker
- Paddy Morgan (* 1943), nordirisch-australischer Snookerspieler
- Paddy Nelson (1919–1999), australischer Maler
- Paddy O’Toole (1938–2025), irischer Politiker
- Paddy Power (1928–2013), irischer Politiker
- Paddy Reilly (* 1939), irischer Musiker
- Paddy Roy Bates (1921–2012), britischer Betreiber eines Piratensenders und Gründer der Mikronation Sealand
- Paddy Schmidt (* 1963), deutscher Musiker
- Paddy Whannel (1922–1980), britischer Medientheoretiker